# Флисский, Михаил Романович
Михаил Романович Фли́сский (1904—1966) — советский конструктор авиационных двигателей.

## Биография
Родился в 1904 году. Окончил Московский механический институт имени М. В. Ломоносова (1930).
В 1930—1953 и с 1962 года работал на Московском авиамоторном заводе имени М. В. Фрунзе, в начале войны эвакуированном в Куйбышев. Зам. главного конструктора, в 1944—1953 и 1962—1966 годах главный конструктор.
Совместно с А. А. Микулиным участвовал в создании двигателей АМ-34, АМ-38, АМ-38Ф, АМ-42.
В 1953—1962 годах в ОКБ Н. Д. Кузнецова, зам. главного конструктора. Создал модифицированный двигатель НК-12МА.
Умер в 1966 году. Похоронен на Введенском кладбище (7 уч.).

## Награды и премии
- Сталинская премия I степени (10 апреля 1942) — за разработку новой конструкции авиационного мотора
- Сталинская премия II степени (1946) — за создание нового образца авиационного мотора и за коренное усовершенствование существующего авиамотора
- Ленинская премия (1957)
- четыре ордена Ленина
- орден Трудового Красного Знамени
- медали